# Eminönü
Eminönü, cunoscut și după denumirea istorică Pérama, este un cartier al districtului Fatih din provincia Istanbul, regiunea Marmara, Republica Turcia. În cea mai mare parte este o zonă comercială aflată în apropiere de confluența Cornului de Aur cu Strâmtoarea Bosforului și cu Marea Marmara.